# Fiskebøl
Fiskebøl es un pueblo en Hadsel Municipio en Nordland condado, Noruega. El pueblo está situado en la isla de Austvågøya en la costa sur de la provincia de Hadselfjorden. Tiene un muelle para el ferry de Melbu–Fiskebøl. El pueblo está situado justo al oeste de la Sloverfjord Túnel donde la ruta Europea E10 cruza el Sloverfjorden.

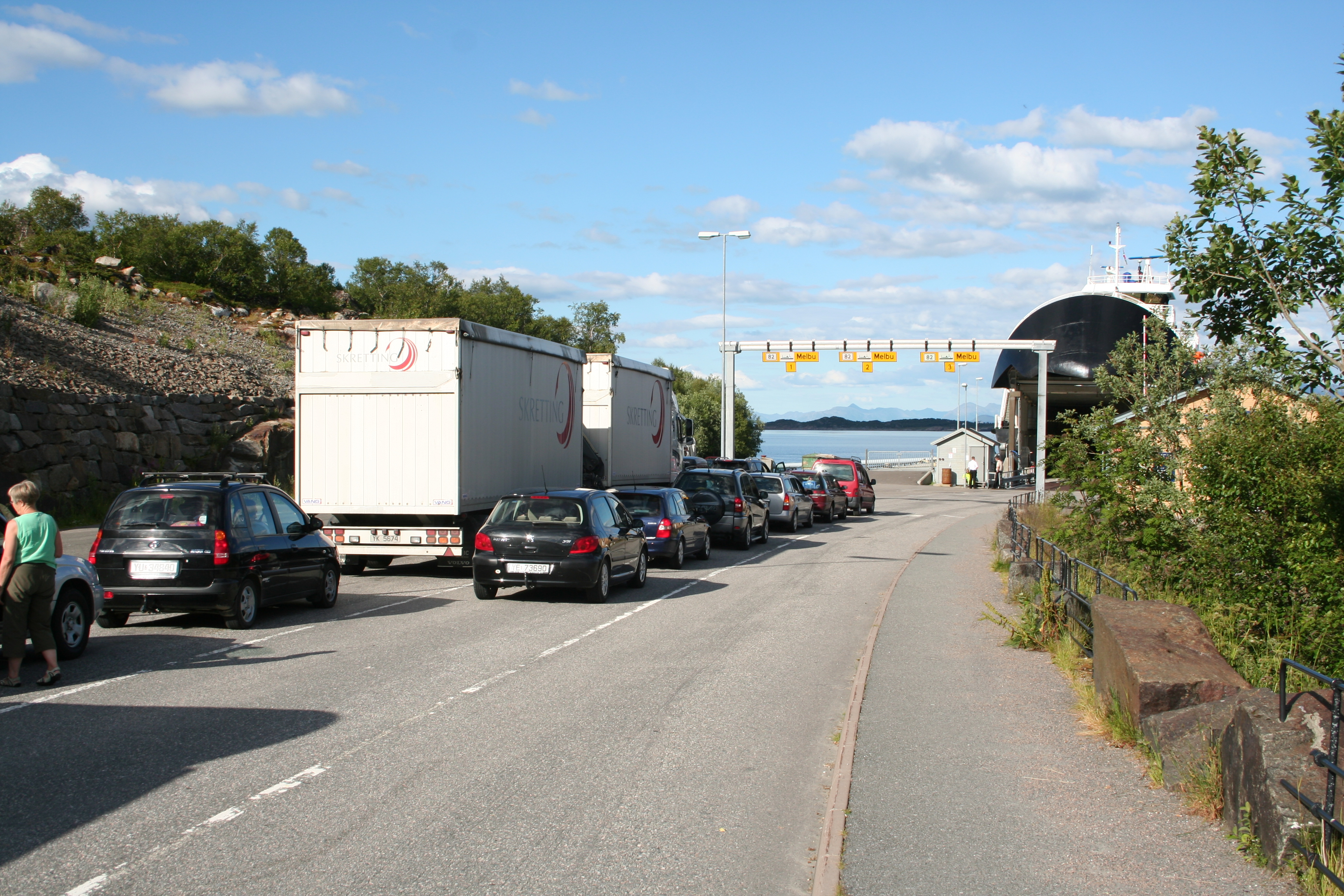
El muelle de ferris en Fiskebøl